# Cerithium atratum
Cerithium atratum is een slakkensoort uit de familie van de Cerithiidae. De wetenschappelijke naam van de soort is voor het eerst geldig gepubliceerd in 1778 door Born als Murex atratus.